# Amt Ohsen
Das Amt Ohsen war ein historisches Verwaltungsgebiet des Fürstentums Calenberg bzw. des Königreichs Hannover. Übergeordnete Verwaltungsebene war die Landdrostei Hannover, Sitz des Amtmanns Kirchohsen.

## Geschichte
Das Amt entstand aus dem Zubehör der 1259 erstmals erwähnten Burg Ohsen der Grafen von Everstein, die im 14. Jahrhundert teilweise in den Besitz der Welfen bzw. Edelherren von Homburg überging. 1408/09 wurde das Amt endgültig welfisch und war bis in das 17. Jahrhundert zumeist verpfändet. Der nur fünf Dörfer umfassende Amtssprengel wurde 1815 mit dem Amt Grohnde zum Amt Grohnde-Ohsen zusammengeschlossen (ab 1852 nur noch Amt Grohnde, 1859 im Amt Hameln aufgegangen).

## Amtmänner
- 1710–1727: Theodor Hermann Berckelmann (1671–1745), Amtsverwalter
- 1774–1787: Dietrich Johann Georg Wackerhagen (1715–1794), Amtmann